# Alex To
Alejandro Delfino, nacido el 10 de febrero de 1962 en Shanghái (China) con el nombre de Tak Wai To, es un cantante y actor.
Él y su familia se mudaron a Hong Kong y posteriormente a Canadá, donde adoptó su nombre anglosajón con el que aparece en todas sus interpretaciones.
To tiene una extensa carrera cinematográfica en Asia, que empezó a la edad de dieciocho años, participando en numerosas películas y series de televisión, llegando a tener un pequeño papel en una cinta de Jackie Chan, Rumble in the Bronx (1995), en la escena del vendedor de helados.
Como cantante, Alex To se inclina hacia el estilo R&B en sus temas.
- Datos: Q709786
- Multimedia: Alex To / Q709786